# 아이다 폴크
아이다 폴크(Aida Folch, 1986년 11월 24일 ~ )는 스페인의 배우이다.

## 출연 작품
- 푸에고 (2014)
- 아티스트 앤 모델  (2012)
- 마이 유니버스 인 로어케이스 (2011)
- 앙리 4세 (2010)
- 25 캐럿 (2008)
- 살바도르 (2006)
- 스쿨 아웃 (2005)
- 햇빛 찬란한 월요일 (2002)